# Duthiea (alga)
Duthiea Manza, 1937  é o nome botânico  de um gênero de algas vermelhas pluricelulares da família Corallinaceae, subfamília Corallinoideae.
São algas marinhas encontradas na África do Sul.

## Sinonímia
- Arthrocardia Decaisne, 1842

## Espécies
- Duthiea setchellii Manza, 1937

Atualmente  é conhecida como um sinônimo de Arthrocardia duthieae H.W. Johansen, 1969.